# Hydaticus rhantoides
Hydaticus rhantoides är en skalbaggsart som beskrevs av Sharp 1882. Hydaticus rhantoides ingår i släktet Hydaticus och familjen dykare. Inga underarter finns listade i Catalogue of Life.